# 天主教堯約斯自治監督區
天主教堯約斯自治監督區（拉丁語：Praelatura Territorialis Yauyosensis）是秘魯一個羅馬天主教自治監督區，屬利馬總教區。
監督區成立於1957年4月12日，位於利馬大區南部的堯約斯省和卡涅特省。教座位於聖維森特-德卡涅特。2004年有教友208,088人（佔轄區總人口97.0%）、廿十個堂區、四十一名司鐸。現任監督為里卡多·加西亞·加西亞。